# Territ de Temminck
El territ de Temminck (Calidris temminckii) és una espècie d'ocell de la família dels escolopàcids (Scolopacidae) que en estiu habita tundra i praderies des de les Illes Britàniques i nord d'Escandinàvia, cap a l'est, a través del nord de Rússia fins Txukotka. En hivern habita costes, estanys i aguamolls d'Àfrica Tropical i Àsia meridional. Als Països Catalans és poc freqüent però pot ser observat a les Balears.